# Archibald Berkeley Milne
Pour les articles homonymes, voir Milne.
Archibald Berkeley Milne est un amiral de la Royal Navy né le 2 juin 1855. Il participe à la guerre anglo-zouloue en tant qu'aide de camp de Lord Chelmsford, et lorsque la Première Guerre mondiale éclate, il commande alors la Mediterranean Fleet. Sa tentative avortée de capturer les navires allemands SMS Goeben et Breslau lui vaut un blâme ; démis de son commandement, il est mis à l'écart et payé en demi-solde jusqu'à sa démission en 1919.

## Histoire
Archibald Berkeley Milne naît le 2 juin 1855, d'un père amiral, Alexander Milne, lui-même fils de l'amiral David Milne (en). Il sert tout d'abord sur les yachts royaux; souriant, agréable et toujours disponible pour prendre des photos de leurs altesses, il gagne ainsi l'amitié du prince et de la princesse de Galles, futurs roi Édouard VII et reine Alexandra. Il a alors pour passions la chasse, la pêche et les orchidées rares. En 1903, il est nommé contre-amiral. En 1912, le First Lord fraîchement nommé, Winston Churchill, le nomme commandant-en-chef de la Mediterranean Fleet sur recommandations expresse de son ami le roi George V.